# Opisthograptis provincialis
Opisthograptis provincialis är en fjärilsart som beskrevs av Charles Oberthür 1912. Opisthograptis provincialis ingår i släktet Opisthograptis och familjen mätare. Inga underarter finns listade i Catalogue of Life.